# Этринген (коммуна в Люксембурге)
Этринген (люкс. Éiter, нем. Oetringen) — небольшой город в коммуне Контерн, на юго-востоке Люксембурга. По состоянию на 2007 год, в городе проживает 781 человек, но население возросло до 843 человек в 2021 году и до 858 человек в 2022 году
Город обслуживается железнодорожной станцией Oetrange, которая находится на линии 30 Национальное общество люксембургских железных дорог.

## География
Этринген расположен близ реки Сир, между городами Шрассиг на севере и Мутфор на юге. Дальнейшие соседние деревни: Канах, Гревелданж, Бус и Сандвейлер. Главная дорога, соединяющая Ремих и город, проходит в 2 км к югу вдоль деревни. Тем не менее, большая часть пограничного движения Германии проходит по автобусным полосам через Этринген, чтобы добраться до работы в городе.

## История
Следы поселений в пещерах и под скалами по обеим сторонам реки Сир, недалеко от коммуны Эйтермиллен, указывают на доисторическое поселение в окрестностях Этрингена. Ник Тилл, археолог-любитель и бывший учитель из Этрингена, сделал важные открытия в 1930-х годах. Он нашел кости доисторических животных и изделия ручной работы в Kackerter Haff, а затем также в Huelen Äer, Эти факты делают Этинген одним из старейших поселений Люксембурга.
В одной из ям угловой формы были обнаружены римские гробницы, а в глуши найдены остатки римской виллы с водопроводными трубами. Самое важное римское поселение было расположено в Хакке, недалеко от нынешнего города Хакенхафф. На «Киеме», важном военном и торговом пути, соединявшем Мец с Триром и проходившем через Этринген, стояла большая римская вилла. Небольшая дорога, так называемый дивертикул, который соединяет дороги из поселений Реймса в Трир и дороги из Меца в Трир, соединенные друг с другом, вела к «Хакке» на главной дороге. Вилла в «Хакке», вероятно, была постом, где контролировали прохожих «дивертикула».

### Франкский след
Немецкое имя Этринген указывает на франкское происхождение. Топонимы с суффиксом «-инген» обычно восходят к периоду докаролингского поселения. Вероятно, что еще до окончания переселения франкские и германские семьи поселились в Этрингене. Одним из доказательств этой оккупации являются франкские гробницы, которые были обнаружены во время строительства дороги между Этрингеном и Канахом в конце XIX века. Франки и алеманны, иммигрировавшие в позднюю античность, разрушили римские виллы, прежде чем поселиться в этом районе. Римляне, жили в то время, когда река Сир была очень извилистой, поэтому для удобства Римляне и предпочитали строить на горах над долиной, новые захватчики, напротив, медленно продвигались в долину, чтобы добраться туда до постройки их поселения. Таким образом, деревня в ее нынешнем виде была создана только во франкский период. В то время новая городская застройка начала выпрямлять реку Сир и приводить её в нынешний вид.

### Упоминания в истории
Первые свидетельства упоминания о коммуны относятся к 1128 году. В 938 году жители Епархии Трира пострадали от сильной засухи. Тогда жители поклялись совершить паломничество в Трир, если их район будет услышан после дождя. Когда пошел дождь, архиепископ Эгберт Трирский приказал в письме о так называемом изгнании в Трир, которое совершается каждую среду на третьей неделе после Пасхи. Позже, более отдаленным деревням было разрешено совершать паломничества в аббатство Нотр-Дам и Клаузен. Аббат Фольмар получил разрешение на перенос паломничества от епископа Бруно Трирского. В письме от 1128 года Фольмар потребовал привилегии папы Гонория II., на что получил ответ: «26 пар сейчас совершают паломничество в Клаузен», одной из названных пар была Этринген.

### Происхождение деревни
После переселения к реке Сир поселились несколько племён захватчиков. Деревня, созданная в этот период, изначально была настолько маленькой, что вряд ли заслуживала названия «деревня». В те дни большинство деревень состояло из нескольких или даже из одной фермы. К концу первого тысячелетия население Этрингена резко увеличилось. Тем временем количество ферм увеличилось, и Этринген превратился в настоящую деревню. Сколько именно ферм было в то время, точно неизвестно. От раннего Средневековья никаких документов о тех поселениях еще не появилось.

### Церковь
Церковь была построена рано, определенно в 938 году и, вероятно, уже в седьмом или восьмом веке нашей эры. Ничего более о ней до наших дней не дошло.